# Bundesverband Solarwirtschaft
Der Bundesverband Solarwirtschaft e. V. (BSW-Solar) ist eine Interessengemeinschaft von über 1.000 Unternehmen der Solar- und Speicherbranche aus den Bereichen Produktion, Handel und Handwerk mit Sitz in Berlin.
Der Verband unterstützt seine Mitglieder bei Rechtsfragen, informiert über Förderprogramme und setzt sich für die Schaffung und Sicherung geeigneter politischer Rahmenbedingungen ein. Ziel ist die schnelle Markteinführung von Solarenergie in den Bereichen Strom und Wärme und Mobilität sowie deren schnellstmögliche Wettbewerbsfähigkeit mit anderen, vor allem fossilen Energieträgern.
Nach eigenen Angaben versucht der Verband, für ein positives Unternehmens- und Branchenimage zu sorgen und möchte seinen Mitgliedern Marktvorteile durch Wissensvorsprung verschaffen. Hierzu stellt er regelmäßig Publikationen über interne Marktdaten, Betriebsinformationen, Studien- und Vertriebsempfehlungen bereit. Jährlich erscheinen etwa 1.000 Publikationen des Verbandes.
Seit bald 50 Jahren arbeitet der Verband erfolgreich daran, die Solarenergie zu einer tragenden Säule der Energieversorgung auszubauen. Er nimmt entscheidenden Einfluss auf die Schaffung und Sicherung geeigneter Rahmenbedingungen für ihren Ausbau und sorgt für mehr Investitionssicherheit.
Der BSW-Solar zählt neben namhaften Herstellern relevanter solartechnischer Systemkomponenten auch Anbieter von Speichern, Händler, Projektierer und Handwerksunternehmen, Anlagenbetreiber sowie zahlreiche Zulieferer, Dienstleister, Stadtwerke, Versicherer und Banken zu seinen Mitgliedern.
Selbst ist der Verband wiederum Mitglied in diversen nationalen Gremien wie dem Bundesverband Erneuerbare Energien und der Agentur für Erneuerbare Energien sowie internationalen Verbänden wie bspw. Solar Power Europe und Solar Heat Europe.